# Lubow Smołka
Lubow Mefodijiwna Smołka z domu Ruczkowa (ukr. Любов Мефодіївна Смолка (Ручкова), ur. 29 listopada 1952 w Pawłohradzie) – ukraińska lekkoatletka, biegaczka średniodystansowa, medalistka halowych mistrzostw Europy z 1981. W czasie swojej kariery startowała w barwach Związku Radzieckiego.
Zajęła 6. miejsce w finale biegu na 1500 metrów na igrzyskach olimpijskich w 1980 w Moskwie.
Zdobyła brązowy medal w biegu na 1500 metrów na halowych mistrzostwach Europy w 1981 w Grenoble, przegrywając jedynie z Agnese Possamai z Włoch i swą koleżanką z reprezentacji ZSRR  Walentinę Iljinych.
Była brązową medalistką mistrzostw Związku Radzieckiego w biegu na 1500 metrów i biegu na 3000 metrów  w 1980.
Rekordy życiowe Smołki:
- bieg na 1500 metrów – 3:56,7 (6 lipca 1980, Moskwa)
- bieg na 3000 metrów – 8:36,0 (12 lipca 1980, Moskwa)

Pracuje w katedrze kultury fizycznej na Kijowskim Narodowym Uniwersytecie Ekonomicznym.